# Álftafjörður (Vestfirðir)
Álftafjörður è un fiordo laterale dell'ampio Ísafjarðardjúp, nella regione dei Vestfirðir, i fiordi occidentali dell'Islanda.

## Descrizione
L'Álftafjörður è il più meridionale e uno dei più corti delle numerose diramazioni presenti nella sponda meridionale del grande fiordo Ísafjarðardjúp. È largo da 1,5 a 2 km e penetra per una decina di chilometri nell'entroterra. La punta di Arnarnes separa l'Álftafjörður dal Skutulsfjörður a nord-ovest, dove si trova la città di Ísafjörður, mentre la punta di Kambsnes lo separa dal Seyðisfjörður a sud-est.
I ripidi pendii del monte Kofri dominano il fiordo. Al suo interno si trovano due piccole valli, Hattardalur e Seljalandsdalur; da quest'ultima è possibile raggiungere l'Önundarfjörður e il Dýrafjörður.
I rilievi montuosi sulla sponda occidentale raggiungono 800-850 metri, mentre sulla sponda orientale 600-650 metri.
Il villaggio di Súðavík si trova sulla sponda occidentale, all'ingresso del fiordo.

## Attività
Nel 1883 due norvegesi, Lars Mons e Svend Foyn, costruirono una stazione di caccia alle balene a Langeyri, sulla sponda occidentale del fiordo; la stazione rimase in funzione fino al 1915 quando la caccia alle balene fu vietata in Islanda. C'era inoltre uno stabilimento per la lavorazione delle aringhe.

## Denominazione
La denominazione di Álftafjörður (fiordo del cigno) è stata attribuita da Eyvindur Kné, un colono che proveniva dal Regno di Agðir in Norvegia, forse in seguito alla battaglia di Hafrsfjord.
Esistono altri fiordi chiamati Álftafjörður, come Álftafjörður nei fiordi orientali dell'Islanda e Álftafjörður nella penisola di Snæfellsnes.

## Accessibilità
La strada S61 Djúpvegur corre lungo entrambi i lati del fiordo passando per il villaggio di Súðavík.